# Albert Malcolm Ranjith Patabendige Don
Albert Malcolm Ranjith Patabendige Don (en singalès: ඇල්බට් මැල්කම් රංජිත් පටබැඳිගේ දොන්) (nascut el 15 de novembre de 1947), també conegut simplement com a Malcolm Ranjith o Albert Malcolm Ranjith, és un cardenal de Sri Lanka de l'Església Catòlica. És el novè i actual i arquebisbe de la Colombo, servint des del 2009. Va ser creat cardenal el 2010.
Ranjith prèviament havia servit com a bisbe auxiliar de Colombo (1991-1995), bisbe de Ratnapura (1995-2001), Secretari Adjunt de la Congregació per a l'Evangelització dels Pobles (2001-2004), Nunci apostòlic a Indonèsia i al Timor Oriental (2004-2005), i Secretari de la Congregació pel Culte Diví i la Disciplina dels Sagraments (2005–2009).

## Biografia
Com el major de 14 germans, Malcolm Ranjith va néixer a Polgahawela, fill de Don William i Mary Winifreeda. estudià a De La Salle College Arxivat 2013-12-31 a Wayback Machine. a Mutwal, abans d'ingressar al St. Aloysius Seminary a Borella el 1965. Entre 1966 i 1970 seguí estudis de teologia i filosofia al seminari nacional de Kandy. Posteriorment va ser destinat pel llavors arquebisbe Thomas Cooray per ampliar els estudis sacerdotals a Roma, graduant-se per la Pontifícia Universitat Urbaniana amb el Batxiller en Teologia.
El 29 de juny de 1975, Malcolm Ranjith va ser ordenat al presbiterat pel Papa Pau VI a la plaça de Sant Pere. Posteriorment, el cardenal s'afegí al personal docent del St. Thomas' College, Kotte, abans de seguir estudis de postgraduat al Pontifici Institut Bíblic de Roma, on va obtenir una Llicenciatura en Sagrades Escriptures el 1978; amb una tesi centrada en l'Epístola als Romans. Durant la seva estada a l'Institut Bíblic, tingué com a professors a Carlo Maria Martini i a Albert Vanhoye, ambdós futurs cardenals.

### Ministeri presbiteral
En tornar a Sri Lanka, Ranjuth esdevingué vicari a Pamunugama el 1978, després servint com a rector a Payagala i Kalutara. La seva tasca pastoral entre els humils pobles pescadors van fer que s'involucrés en la justícia social. També establí el Seth Sarana, un centre de descans pels pobres a l'arquebisbat de Colombo. Va afirmar que «l'amor per la litúrgia i l'amor pels pobres... han estat la brúixola de la meva vida com a prevere.»
El 1983 Ranjith va ser nomenat com a Director Nacional de la Pontifícia Societat Missionera. Rebé la Societat de la Santa Infància i, com a coordinador diocesà pel desenvolupament humà, introduí àmplies iniciatives en camps com l'habitatge, les peixateries i diversos projectes d'autotreball.

### Carrera episcopal

#### Bisbe auxiliar de Colombo
El 17 de juny de 1991, Ranjith va ser nomenat bisbe auxiliar de Colombo i titular de Cabarsussi. Rebé la consagració episcopal el 31 d'agost següent, de mans de l'arquebisbe Nicholas Marcus Fernando, amb els bisbes Thomas Savundaranayagam i Oswald Gomis com a co-consagradors. Serví com a vicari general a càrrec dels apostolats de Parochial i de Lay entre 1991 i 1995. Va ser elegit Secretari General de la Conferència Episcopal de Sri Lanka.

#### Primer bisbe de Ratnapura
Ranjith també va ser el primer bisbe nomenat per la Santa Seu per a la nova diòcesi de Ratnapura. Ranjith ocupà la seu el 2 de novembre de 1995.
Ranjith va promoure el diàleg intereligiós a Sri Lanka, en la creença que es poden eliminar causes potencials de tensions i desacords entre els grups religiosos i ètnics que componen el país.

#### Secretari adjunt
Ranjith és també el primer bisbe de Sri Lanka en ser nomenat pel funcionariat de la Santa Seu. L'1 d'octubre de 2001 va ser nomenat Secretari Adjunt de la Congregació per a l'Evangelització dels Pobles, i simultàniament va ser nomenat President de la Pontifícia Societat Missionera pel Papa Joan Pau II.
És el ministeri del Papa per a la coordinació dels esforços missioners de l'Església i involucra la visió general i el creixement de les Esglésies locals en els països de missió. Aquest Ministeri coordina més de 1.100 arxidiòcesis, diòcesis, vicariats i prefectures apostòliques, així com les missions Sui Juris. El Secretari Adjunt és el President de les Obres Missionals Pontifícies, que són els instruments del Papa per augmentar el suport a través de l'oració i les contribucions a la missió de l'Església.

#### Primer Nunci Papal a Sri Lanka
Ranjith és el primer bisbe de Sri Lanka en ser nomenat com a nunci papal. Serví com a Nunci Apostòlic a Indonèsia i al Timor Oriental des del 29 d'abril de 2004 fins al seu retorn a Roma el desembre de 2005. Indonèsia està formada per 17.000 illes; i l'Església Catòlica hi té 37 diòcesis i té una de les majors poblacions catòliques de l'Àsia, proper a les Filipines, on hi ha 88 milions de catòlics.
En ser nomenat nunci apostòlic, Ranjith va ser promogut a arquebisbe, rebent el títol d'arquebisbe titular d'Umbriatico fins al seu nomenament d'arquebisbe metropolità de Colombo.
Durant la seva estada com a nunci papal va ser instrumental en millorar les relacions mútues entre la Santa Seu i Indonèsia. Va guanyar l'admiració de la jerarquia eclesiàstica per l'important paper que jugà en assistir a l'establiment de relacions cordials entre les esglésies i les autoritats locals, mentre que assegurava el respecte pels drets de l'Església Catòlica local al país.

#### Secretari de la Congregació de la Litúrgia Sagrada
L'arquebisbe Rankith va ser nomenat Secretari de la Congregació pel Culte Diví i la Disciplina dels Sagraments el 10 de desembre de 2005. Va descriure les reformes litúrgiques inspirades pel Concili Vaticà II com un un garbuix de resultats. Mentre que lloa l'ús de les llengües vernacles, també critica el quasi total abandonament del llatí i l'acceptació de tota mena de "novetats", resultant en una mentalitat de secularització i humanisme teològic i litúrgic que avança per Occident. També lamentà la banalització i obscurantisme dels aspectes místics i sacres de la litúrgia en moltes àrees de l'Església en nom de quelcom anomenat Konzilsgeist (esperit del Concili).
Ranjith s'oposa a que es rebi la Comunió a la mà, afirmant que «Crec que és moment per... abandonar la pràctica actual que no va ser cridada pel Sacrosanctum Concilium, ni pels Pares, sinó que només va ser acceptada després de la seva introducció il·legítima en alguns països.» Partidari acèrrim de la Missa Tridentina, Ranjith afirmà en una ocasió que els bisbes que s'oposen al Summorum Pontificum estaven permetent que se'ls usi com a instruments del diable, acusant-los de «desobediència... i fins i tot de rebel·lió contra el Papa» En una ocasió afirmà que «no sóc fan dels lefebrians… però el que a vegades diuen sobre la litúrgia ho diuen amb bons motius.
L'arquebisbe Ranjith parla fluidament 10 llengües: singalès, tàmil, anglès, castellà, italià, alemany, francès, llatí, grec i hebreu.

#### Arquebisbe de Colombo
El 16 de juny de 2009 el Papa Benet XVI el nomenà arquebisbe metropolità de Colombo, nomenat com a Secretari de la Congregació pel Culte Diví i la Disciplina dels Sagraments. En una carta a l'arquebisbe Ranjith, el Papa Benet li deia que «desitjo expressar-li el més sincer agraïment per la fidelitat, el compromís i la competència amb què ha exercit aquest [Secretari de la Congregació pel Culte Diví] càrrec» El Papa Benet també expressava que «Nosaltres tenim motius per estar contents pel bé que podrà fer entre els pobles de la seva terra»
L'arquebisbe Ranjith estava entre els altres 34 altres metropolitans que van rebre el seu pal·li de mans del Papa Benet XVI el 29 de juny de 2009, en la Festivitat de Sant Pere i Sant Pau. L'arquebisbe va ser rebut amb solemnitat en arribar a Sri Lanka el 31 de juliol. En arribar va ser rebut pel President de Sri Lanka, car aquesta recepció d'alt perfil va ser degut a l'estatus de l'arquebisbe de Colombo com a cap de l'Església Catòlica al país.
L'arquebisbe Ranjith va prendre la possessió canònica formal de la seu metropolitana de Colombo en una cerimònia privada el 5 d'agost de 2009, celebrant la Missa per l'inici solemne del seu ministeri pastoral el 8 d'agost, quan va ser instal·lat públicament a la càtedra dels arquebisbes de Colombo.
El 7 d'octubre de 2009, l'arquebisbe Ranjith publicà una nova guia litúrgica a la seva diòcesi. Incloïa que "tots els fidels, incloent els religiosos, han de rebre la Sagrada Comunió reverentment agenollat i sobre la llengua", així com que els laics tenien prohibit predicar. A més, els preveres no poden portar elements o estils de pregària d'altres religions a la litúrgia.
A l'abril del 2010 l'arquebisbe Ranjith va ser elegit i va prendre càrrec com a President de la Conferència Episcopal de Sri Lanka.

### Cardenal
El 20 d'octubre de 2010 el Papa Benet XVI anuncià un consistori per a la creació de nous cardenals, a celebrar el 20 de novembre de 2010, fent públic els noms dels 24 prelats que volia elevar al Col·legi Cardenalici en aquesta ocasió; entre els quals estava l'arquebisbe Ranjith. Així doncs, va ser creat cardenal, rebent el títol de cardenal prevere de San Lorenzo in Lucina. El 13 de febrer de 2011 el cardenal Ranjith va prendre possessió de la seva església titular a Roma.
El cardenal Ranjith participà com a cardenal elector al conclave que elegí el Papa Francesc.
A més de servir com a arquebisbe de Colombo, el cardenal Ranjith serveix com a membre de la Congregació pel Culte Diví i la Disciplina dels Sagraments i de la Congregació per a l'Evangelització dels Pobles. Aquests càrrecs són renovats cada 5 anys fins al seu 80è aniversari, quan els perd conjuntament amb el dret a votar en qualsevol futur conclave.